# Zeuxia tricolor
Zeuxia tricolor là một loài ruồi trong họ Tachinidae.